# STS-81
STS-81 (Space Transportation System-81) var Atlantis 18. rumfærge-mission. Opsendt 12. januar 1997 og vendte tilbage den 22. januar 1997. Det var den femte mission hvor en NASA rumfærge lagde til ved den russiske rumstation MIR.
Tidligere flyvninger til rumstationen Mir, var: STS-60, STS-63, STS-71, Sojuz TM-21, STS-74 STS-76 og STS-79. Efterfølgende fælles missioner til Mir: STS-84, STS-86, STS-89 og STS-91.

## Besætning
- Michael Baker (kaptajn)
- Brent Jett (pilot)
- Peter Wisoff (missionsspecialist)
- John Grunsfeld (missionsspecialist)
- Marsha Ivins (missionsspecialist)

### Fra MIR til jorden
- John Blaha (missionsspecialist)

### Fra jorden til MIR, besætning Mir-19
- Jerry Linenger

## Missionen
Rumfærgen medbragte Spacehab, SAREX-II, KIDSAT, TVIS, Biorack, CREAM, OSVS, MSX og udskiftede et besætningsmedlem.
- Besætningen på MIR
- MIR set fra rumfærgen